# Little Manhattan
Pour plus de détails, voir Fiche technique et Distribution.
Little Manhattan est un film de Mark Levin (en), sorti en 2005 aux États-Unis et en 2006 en France.

## Synopsis
Gabe (Josh Hutcherson) est un garçon de 10 ans qui raconte l'histoire de sa vie. Son père lui apprend à jouer au football américain... Pour mincir, il demande à son père s'il peut prendre des cours de karaté, celui-ci accepte. Lors de ses cours de karaté, il rencontre Rosemary (une fille de sa classe) dont il tombe amoureux.
Rosemary passe le test pour avoir sa ceinture jaune et le réussit. Elle se propose aussi d'aider Gabe à avoir la ceinture jaune.Ils se rencontrent souvent pour prendre des cours et c'est à ce moment que Gabe tombe amoureux de Rosemary, elle lui apprend qu'un mois et deux semaines avant la rentrée elle ira dans un camp et qu'elle sera peut être transférée dans une autre école, de plus sa tante allait se marier mais qu'elle ne pouvait l'inviter lui.
Un soir, Rosemary et ses parents invitent Gabe à un concert durant lequel Rosemary et Gabe se donnent la main et s'embrassent.
Quand Gabe essaye de passer le test pour avoir sa ceinture jaune, en voulant casser une planche de bois (pour le test) il se casse la main et s'évanouit... il est alors amené à l'hôpital. Quand il se réveille sa mère et son père sont là. Le soir étant chez lui, Rosemary l'appelle mais Gabe s'énerve et lui dit des choses qu'il ne pensait pas vraiment, le jour du mariage, Gabe court à l'endroit du mariage et dit à Rosemary qu'il l'aime mais elle dit qu'elle ne sait pas ; puis elle lui demande s’il veut danser et tous les deux se mettent à danser au milieu de la foule des couples qui dansent.

## Fiche technique
Sauf indication contraire ou complémentaire, les informations mentionnées dans cette section proviennent de la base de données IMDb.com.
- Titre original : Little Manhattan
- Réalisateur : Mark Levin (en)
- Scénario : Jennifer Flackett (en)
- Producteur(s) : Gavin Polone (en), Jeffrey Harlacker (coproducteur)
- Producteur(s) exécutives : Vivian Cannon, Kara Francis et Ezra Swerdlow
- Musique : Chad Fischer (en)
- Photographie : Tim Orr (en)
- Montage : Alan Edward Bell
- Casting : Douglas Aibel
- Costume : Kasia Walicka-Maimone
- Effets spéciaux : Handmade Digital
- Décor : Stuart Wurtzel
- Direction artistique : John Kasarda
- Société(s) de production : New Regency Pictures, Epsilon Motion Pictures, Pariah, Regency Enterprises
- Société(s) de distribution :
  - États-Unis : Twentieth Century Fox Film Corporation
  - France : 20th Century Fox
  - Allemagne : Kinowelt Home Entertainment (DVD)
- Langue : anglais
- Format : Couleur - 35 mm / 2.35 : 1 - son Dolby Digital
- Pays d'origine :  États-Unis
- Genre : comédie, romance, famille
- Durée : 90 minutes

## Distribution
- Josh Hutcherson : Gabriel « Gabe » Burton
- Charlie Ray (VF : Camille Donda)  : Rosemary Telesco
- Bradley Whitford (VF : Daniel Lafourcade) : Adam Burton
- Cynthia Nixon (VF : Marie-Frédérique Habert) : Leslie Burton
- Willie Garson : Ralph
- Tonye Patano : Birdie
- J. Kyle Manzay : Master Coles
- Josh Pais : Ronny
- John Dossett (en) : Mickey Telesco
- Talia Balsam : Jackie Telesco

## Tournage
Le film est tourné dans les plus beaux quartiers de Manhattan à New York.

## Accueil
Note : Chaque magazine ou journal ayant son propre système de notation, toutes les notes attribuées sont remises au barème d'Allociné, de 1 à 5 étoiles.

### Accueil critique
Little Manhattan reçoit des critiques positives dans le monde entier. L'agrégateur Rotten Tomatoes rapporte que 77 % des 225 critiques ont donné un avis positif sur le film. L'agrégateur Metacritic lui donne une note de 74 sur 100 et une moyenne de 8,4/10. Sur Allociné, la presse française lui a donné une note de 2.5/5 pour 11 critiques, les spectateurs, une note de 3,6/5 pour 166 notes dont 30 critiques. Le site Internet Movie Database lui accorde une note de 7,6/10 pour plus de 17 104 votants.

### Box-office
| Pays        | Box-office | Pays        | Box-office |
| ----------- | ---------- | ----------- | ---------- |
| Mexique     | 430 287 $  | Brésil      | 88 306 $   |
| Philippines | 86 884 $   | Porto Rico  | 80 000 $   |
| Australie   | 47 071 $   | Italie      | 20 541 $   |
| Norvège     | 15 317 $   | Royaume-Uni | 19 000 $   |
| Monde       | Monde      | Monde       | 732 547 $  |